# Ahmed bin Said Al Maktum

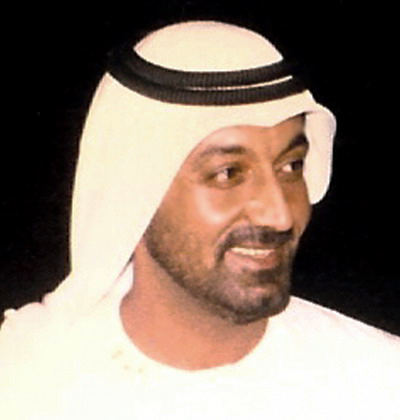
Ahmad ibn Said Al Maktum (2007)

Scheich Ahmed bin Said Al Maktum (arabisch أحمد بن سعيد آل مكتوم, DMG Aḥmad b. Saʿīd Āl Maktūm; * 1958) ist ein Unternehmer aus den Vereinigten Arabischen Emiraten.
Er ist der jüngste Sohn von Scheich Said bin Maktum, dem Emir von Dubai von 1912 bis 1958. Scheich Ahmad ist zwar neun Jahre jünger als der aktuelle Emir von Dubai, Scheich Muhammad bin Raschid Al Maktum, aber dennoch dessen Onkel und nicht dessen Neffe.
Er studierte an der University of Denver. Er ist Vorsitzender von Emirates Airline, Präsident der Luftfahrtbehörde von Dubai und Vorsitzender von Dubai World.
Laut den Panama Papers hatte er mindestens eine Briefkastenfirma.